# 揭阳市人民医院
揭阳市人民医院是一家大型三级甲等综合医院，位于中华人民共和国广东省揭阳市榕城区天福路107号，编制床位2379张。

## 历史
1890年，真理医馆正式成立，院址设在揭阳城北门外的北河之滨，1907年更名为“真理医院”，1952年8月5日更名为“广东省潮汕区揭阳真理医院”，1953年3月更名为“揭阳县第一人民医院”，1961年更名为“揭阳县人民医院”，1992年5月更名为“揭阳市人民医院”，2012年3月被评为“三级甲等医院”。

### 门急诊住院综合大楼
- 2014年2月17日，揭阳市人民医院门急诊住院综合大楼正式开工[4]。
- 2017年1月1日，揭阳市人民医院门急诊住院综合大楼实现主体结构封顶[5]。
- 2022年1月1日，揭阳市人民医院门急诊住院综合大楼正式开业，急诊科率先入驻此大楼[6][7]。
- 2023年6月25日，揭阳市人民医院各门诊科室搬入门急诊住院综合大楼[8]。